# Allegorie des Glaubens

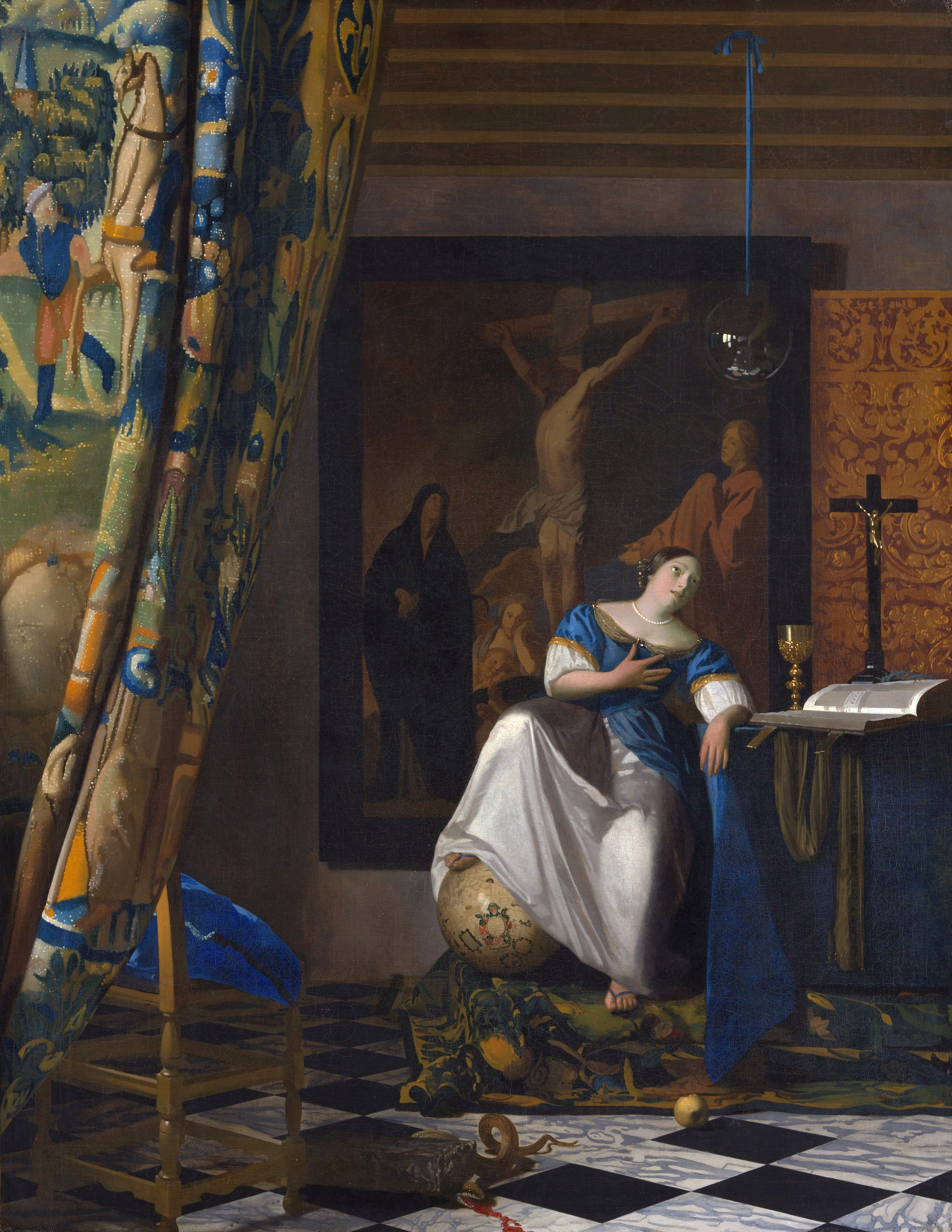
Allegorie des katholischen Glaubens

Allegorie des Glaubens (auch Allegorie des katholischen Glaubens) ist ein Gemälde des holländischen Malers Jan Vermeer. Es wurde in Öl auf Leinwand um 1670–1672 gemalt und ist im Metropolitan Museum of Art (New York City)  ausgestellt. Diese mit den Maßen von 114 × 89 cm für Vermeer ungewöhnlich große Leinwand ist eines seiner beiden bekannten Gemälde, die ausdrücklich allegorischen Inhalt haben. Im Gegensatz zu Die Malkunst behandelt die Allegorie des katholischen Glaubens das Konzept der vom Maler angenommenen Religion und wurde wahrscheinlich für einen privaten katholischen Patron oder für eine Schuilkerk gefertigt. Vermeer soll zum Zeitpunkt seiner Heirat zum Katholizismus konvertiert sein.
Der Glauben ist durch eine sitzende Frau dargestellt, die ihren Blick aufwärts richtet auf eine gläserne Kugel, die von der Decke runterhängt.

## Beschreibung und Interpretation
Die im Gemälde dargestellte Frau ist eine Personifikation des Glaubens und die zerquetschte Schlange im Vordergrund repräsentiert den Triumph über die Sünde. Die in Weiß und Blau gehaltene Kleidung der Frau stellt die Tugenden der Reinheit und Wahrheit dar. Der aufwärts gerichtete Blick der Frau zu einer an einem blauen Band hängenden Glaskugel symbolisiert das Streben nach einer anderen Sphäre, die gläserne Kugel steht für den Himmel. Möglicherweise ist die von der Holzbalkendecke herabhängende Glaskugel aus Willem Heinsius Emblembuch (Emblemata Sacra de Fide, Antwerpen 1636) als Vanitas entlehnt, wo sie als Symbol der menschlichen Vernunft beschrieben wird. Die Frauenfigur stellt einen Fuß auf einen Erdglobus. Zu dieser visuellen Darstellung könnte Vermeer von Cesare Ripas beiden Darstellungen der Wahrheit inspiriert worden sein – einer nackten jungen Frau, die einen Fuß auf eine Erdkugel gestellt hat und gespannt die symbolische Sonne (oder das „Licht der Wahrheit“) in ihrer erhobenen Hand betrachtet.
Vermeer führt Cesare Ripas Symbole des „christlichen Glaubens“ und des „katholischen Glaubens“ zusammen, die bei Ripa jeweils in zwei Versionen vorhanden sind. Einmal beschreibt Ripa die Farbe Weiß als Symbol der Reinheit, da es sich um eine von Farben gereinigte „Farbe“ handelt. In einem anderen Text wird Blau als Farbton des Himmels genannt. Eine zum Herzen erhobene Hand zeigt bei Ripa die Quelle lebendigen Glaubens an. Im Vordergrund des Gemäldes zerquetscht der „Grundstein“ der Kirche (Christus) in Anspielung an das Protevangelium eine Schlange (den Teufel). Der in unmittelbarer Nähe liegende angebissene Apfel steht für die Erbsünde. Der Kelch auf dem Tisch bezieht sich auf die Eucharistie und ist – ebenfalls nach Ripa – ein Symbol der christlichen Kirche. Der Tisch wird zum Altar, indem er auf einer Plattform erhöht steht und mit einem Kruzifix, einem Kelch und einer Bibel (oder Messbuch) versehen ist. Das lange, seidige grüne Tuch mit goldenen Fransen symbolisiert vielleicht eine Priesterstola. Das offene Buch wird oft als Bibel verstanden, aber seine unmittelbare Gegenüberstellung zu Kelch, Kruzifix und dem unüblichen Motiv einer Dornenkrone lässt darauf schließen, dass das Messbuch (Missale Romanum) gemeint ist. Heutige Messen sind verschiedener Art (zum Beispiel Hochzeit, Requiem und Votiv), aber eine Messe zu Vermeers Zeiten wurde als Feier der Eucharistie verstanden.
Einige Kritiker des Gemäldes beschrieben die Kulisse als gewöhnliches niederländisches Interieur, in das Vermeer unklugerweise eine historische Figur und eine gerade getötete Schlange platziert habe. Verweise im Inventar des Nachlasses des Künstlers auf „ein großes Gemälde von Christus am Kreuz“ und „etwa sieben Ellen Goldleder an der Wand“ sowie auf „ein Kruzifix aus Ebenholz“ beflügelten gelegentlich die Vorstellung, Vermeer habe den Glauben, wie andere seiner Frauenfiguren, in einem häuslichen Raum dargestellt. Die Höhe der Decke, der Marmorboden, die verschiedenen Verzierungen und insbesondere der Altar und das Altarbild (nach einem Gemälde von Jacob Jordaens) implizieren jedoch, dass der Raum als private Kapelle oder Schuilkerk gesehen werden sollte, da zum Beispiel das Podest, auf dem der Altar (oder der gedeckte Tisch) aufgestellt wurde, an die Holzplatten (vlonders) erinnert, die in niederländischen Häusern verwendet wurden, um Möbel über kalte Böden zu erheben.
Die Vereinfachung und Verhärtung des Lichts in diesem Gemälde sind charakteristisch für den späten Stil des Künstlers: Um das Licht auf den unscharfen Vordergrundobjekten wie dem Gobelinvorhang darzustellen, hat er wahrscheinlich eine Camera Obscura als Hilfsmittel bei der Erzeugung schwieriger optischer Effekte verwendet.